# Pixiv
Pixiv (ピクシブ Pikushibu?) es una comunidad virtual de origen japonés dirigida a ilustradores y dibujantes, ya sean autores aficionados o profesionales. Fue lanzada por primera vez como una prueba beta el 10 de septiembre de 2007 por Takahiro Kamitani y Takanori Katagiri.
El objetivo de Pixiv es proporcionar un lugar para que los artistas expongan sus ilustraciones y obtengan opiniones a través de un sistema de calificación y comentarios de los usuarios. Las obras se organizan en una amplia estructura de etiquetas que constituye la columna vertebral del sitio web.
Pixiv, Inc., que fue fundada en 2005, tiene su sede en Sendagaya, Shibuya, en Tokio. En abril de 2020, el sitio contaba con más de 50 millones de miembros, más de 100 millones de envíos y recibía más de 3.700 millones de visitas mensuales.

## Historia
Pixiv comenzó como una idea de los desarrolladores web: Takanori Katagiri, Takayuki Sakagami y Takahiro Kamitani; con el objetivo de crear una comunidad virtual para artistas japoneses, que permitiera compartir creaciones propias y valorar las de otros usuarios, poniéndose en marcha el 10 de septiembre de 2007 como una prueba beta. El equipo tardó dos años en montar el sitio web, teniendo una interfaz muy similar a la de Flickr, bajo el diseño del programador Kamitani (quien es conocido en el sitio web como Bakotsu).
Cuando el sitio ya había superado los 10 000 usuarios registrados tan solo diecinueve días de su lanzamiento, a Kamitani le resultó difícil mantener Pixiv por sí mismo, lo que le llevó a fundar Crooc, Inc. en julio de 2005 —que pasó a llamarse Pixiv, Inc. el 1 de noviembre de 2008—, por lo que consecuentemente fue necesario actualizar los servidores para soportar más tráfico. El 18 de diciembre de 2007, el sitio web fue objeto de una importante actualización que se asemeja a la versión actual. Aunque su interfaz había sido diseñada solo en idioma japonés, fue el chino el primer idioma adicional que se ofreció, debido a la creciente tendencia de los registrantes internacionales de Taiwán y China; también hay un número cada vez mayor de registrantes de Estados Unidos y Corea del Sur. Luego en 2009, se consideró que la versión en inglés era la menos prioritaria, pero posteriormente se estableció a principios de 2011. La internacionalización del sitio web continuó con la incorporación del francés, el coreano, el ruso y el tailandés. También se considerarán algunos países europeos con un elevado número de visitas al sitio web, como Alemania, Italia e Francia. En 2014 la empresa aseguró haber superado los 10 millones de usuarios únicos, la mayoría procedentes de Asia.
El director general actual de Pixiv, Inc. es Takanori Katagiri.

### Controversias

#### Salón del Caos
El autodenominado «grupo de arte moderno» Salón del Caos (カオス*ラウンジ, Kaosu*raunji) fue sospechoso de colaborar con los altos cargos de Pixiv, aunque la administración de la página negó posteriormente cualquier conexión con el grupo. Takanori Katagiri y el Salón del Caos utilizaron deliberadamente arte solicitado en un concurso de Pixiv en sus propios collages de «arte moderno». En estos collages, se animaba a los visitantes de la galería a «"pisotear lentamente" las imágenes esparcidas por el suelo». Cuando los usuarios de Pixiv se quejaron de que su trabajo se estaba utilizando de forma inapropiada, Pixiv no tomó ninguna medida para castigar o suspender las cuentas del Salón del Caos o la de Katagiri. La controversia creó un éxodo masivo de artistas frustrados del sitio web a otros alternativos centrados en el arte como Tinami y Pixa (ahora Egakuba). El tráfico de la afluencia de usuarios frustrados de Pixiv había aumentado hasta 50 veces el ritmo normal de estos sitios, lo que provocó que muchos de ellos cedieran bajo el peso de los nuevos usuarios y se desconectaran para su mantenimiento. El 27 de julio de 2011, Pixiv se disculpó formalmente en su sitio web, prometiendo mejorar sus prácticas de gestión en el futuro.

#### Niji no Conquistador
Una antigua integrante del grupo de ídolos japonés Niji no Conquistador presentó cargos contra el director representante de Pixiv, Hiroaki Nagata, por acoso sexual durante su estancia en el grupo, motivado por el movimiento Me Too. Nagata dimitió tras la demanda.

## Sitio web
Para subir contenido al sitio web se requiere una membresía gratuita. El concepto principal de Pixiv es que los usuarios envíen sus propias ilustraciones artísticas, lo que excluye la mayoría de las formas de fotografía; también se pueden enviar escritos creativos. Los usuarios pueden participar en un tipo de red social dentro de comunidades que ellos mismos son capaces de crear, en la que se pueden calificar las contribuciones, dejar comentarios sobre las piezas de arte y cambiar las etiquetas de cualquier entrada. Gracias a la flexibilidad de las etiquetas/palabras clave, los miembros pueden iniciar eventos improvisados de participación generada por el usuario, en los que los usuarios envían arte relacionado con un tema específico común. Cada miembro tiene un sistema de tablón de anuncios personal en el que otros usuarios pueden dejar mensajes. También se puede responder a las imágenes con otra imagen, lo que se conoce como «respuesta de imagen». Pixiv se diferencia de su homólogo occidental más notable, DeviantArt, en que permite publicar contenido pornográfico 'duro' en el sitio, aunque con los genitales censurados para ajustarse al Código penal de Japón sobre obscenidad. Este tipo de imágenes, u otras no aptas para niños como las grotescas, se separan del resto de contenidos mediante dos filtros que pueden activarse o desactivarse a través del perfil del usuario. Ambos filtros, el primero que impide al usuario ver cualquier contenido ligero para adultos («R-18») y el segundo que oculta el contenido grotesco («R18-G»), están activados por defecto y, por tanto, los usuarios no registrados y/o menores de edad no pueden ver obras para adultos. La mayoría de las contribuciones son de webcómic, fan art de anime, manga y videojuegos, o de arte original que se asemeja a estas formas de arte. La política global del sitio web incluye la protección de la privacidad de todos los miembros de Pixiv, y la abstención de publicar obras ajenas, reimprimirlas sin permiso y hacerles publicidad para el comercio. El eslogan actual en inglés es «It's fun drawing!» («¡Es divertido dibujar!»), pero las versiones anteriores utilizaban una traducción literal del eslogan japonés «お絵かきがもっと楽しくなる場所» («Oekaki ga motto tanoshiku naru basho») como «Un lugar donde dibujar es más divertido»). Esto explica el subtítulo: «Pixiv, la comunidad de artistas en línea, pretende ser ese lugar».